# تیم ملی والیبال زنان استونی
تیم ملی والیبال زنان استونی (انگلیسی: Estonia women's national volleyball team) تیم ملی والیبال مختص زنان استونیایی است که به عنوان نماینده استونی در رقابت‌های رسمی و دوستانه با حریفان به رقابت می‌پردازند.